# Namazonurus peersi
Namazonurus peersi (поясохвіст Пірса) — вид ящірок родини поясохвостів (Cordylidae). Ендемік Південно-Африканської Республіки.

## Поширення і екологія
Поясохвости Пірса мешкають в регіоні Малого Намакваленду на заході ПАР. Вони живуть в сухих чагарникових заростях Сукулент-Кару та в фінбоші, серед валунів та в тріщинах серед скель.